# Tina Lattanzi
Tina Lattanzi, pseudonimo di Annunziata Concetta Costantini (Licenza, 5 dicembre 1897 – Milano, 25 ottobre 1997), è stata un'attrice e doppiatrice italiana, voce di icone di Hollywood come Greta Garbo, Marlene Dietrich, Rita Hayworth, Greer Garson e Joan Crawford oltre che di alcune Cattive Disney come Grimilde e Lady Tremaine nei loro doppiaggi originali e di Malefica.

## Biografia

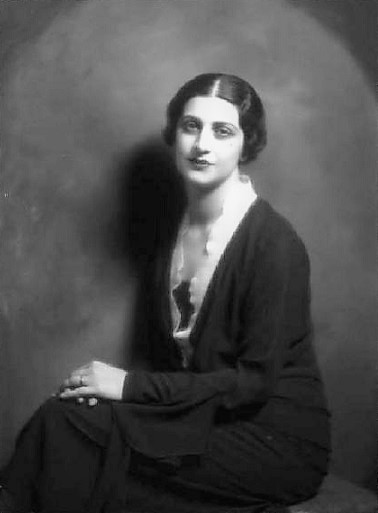
Tina Lattanzi nel 1930

### Primi anni
Figlia di Ercole Costantini e Geltrude Montori, nel 1919 si sposò con Giovanni Lattanzi, professore di liceo, dal quale prese il cognome ed ebbe due figli, Fiorella e Glauco. La figlia Fiorella (14 agosto 1921 - 26 maggio 2009) divenne una pianista e una scrittrice di medio successo.
Insoddisfatta della vita matrimoniale, nel 1922 la Lattanzi fu invitata da sua cognata ad assistere a una recita universitaria, e in quella occasione conobbe il giovane Vittorio De Sica che la presentò alla sua insegnante di recitazione, l'attrice e regista teatrale russa Tatiana Pavlova. Questa rimase entusiasta del suo aspetto: figura slanciata, contegno fiero ed elegante. La Lattanzi considerò così la possibilità di dedicarsi alla recitazione. Aveva all'attivo soltanto una piccola parte, nel ruolo di una schiava tebana, nella Fedra di Gabriele D'Annunzio, che comunque le fruttò un telegramma di complimenti dallo stesso D'Annunzio.
Nacque una profonda amicizia con la Pavlova, che la scritturò nella sua compagnia per ricoprire ruoli importanti. Il marito dimostrò comprensione per la scelta di seguire la sua vocazione artistica. Cominciò allora un'avventura fino a quel tempo impensabile, anche se la Lattanzi stessa avrebbe riconosciuto: «Non sono mai stata divorata dal sacro fuoco dell'arte».

### Carriera
Nel 1923 esordì nella compagnia di Tatiana Pavlova, lavorando, successivamente, per diverse compagnie, tra cui quella di Ruggero Ruggeri (con cui realizzò, nel 1929, una fortunata tournée in Sud America) e la Compagnia Teatrale Za-Bum di Mario Mattoli (il primo serio esperimento italiano teatrale di mescolare la comicità degli attori del varietà al genere drammatico degli attori di prosa), affermandosi soprattutto in ruoli di seconda donna.
Debuttò nel cinema nel 1930 con La straniera di Amleto Palermi e Gaston Ravel, cui seguì Cinque a zero di Mario Bonnard (1932) e con Vittorio De Sica, suo grande amico. In seguito all'incontro con il regista Guido Brignone del quale si innamorò, tanto da separarsi dal marito (anche se avrebbe continuato a mantenerne il cognome), lasciò il teatro e si dedicò a tempo pieno al cinema e al doppiaggio.
Nel 1936 a teatro recitò in Carità mondana di Giannino Antona, cui seguì Il dolce aloe di Jay Mallory con la compagnia del Piccolo Teatro di Milano. Al cinema si specializzò in ruoli di aristocratica e di cattiva e fu diretta soprattutto da Guido Brignone, Mario Bonnard, Camillo Mastrocinque, Carmine Gallone, Raffaello Matarazzo, Mario Mattoli, Alberto Lattuada, Mario Camerini e Riccardo Freda.
Nel 1937 fu scelta per doppiare Francesca Braggiotti nel film Scipione l'africano, film di propaganda fascista. La Lattanzi rifiutò nonostante un'offerta in danaro della stessa Braggiotti, la quale voleva fortemente avere la voce di Greta Garbo. A causa di tale rifiuto, ritenuta antifascista, venne convocata da Dino Alfieri in persona, il quale la accusò di resistenza ad un progetto espressamente voluto da Mussolini e l'avvertì che rischiava il confino. La Lattanzi replicò: «Se lei dovesse scegliere tra me e la Braggiotti, chi preferirebbe?»; «Lei»; «Ecco, io ho fatto la stessa cosa».

Tina Lattanzi nel film Tormento (1950) di Raffaello Matarazzo

Nel 1942 recitò in teatro la commedia di George Bernard Shaw L'imperatore d'America, in cui si esibì con dei costumi particolari in modo da sembrare nuda. I dirigenti fascisti, complice anche lo scalpore sollevato dalla stampa, bloccarono lo spettacolo. Fu Benito Mussolini in persona, che per poterla vedere tre giorni dopo in sala al Quirino, rilasciò alla compagnia teatrale un permesso speciale di esibizione.
Dotata di una voce raffinata, dal timbro profondo e suadente, contraddistinta dal vezzo recitativo del birignao, nel 1932 iniziò la sua carriera di doppiatrice e fu da quel periodo fino alla metà degli anni cinquanta assieme alla collega Lydia Simoneschi, la primadonna del doppiaggio italiano, prestando la sua voce alle più grandi dive del cinema hollywoodiano, lavorando nella società di doppiaggio Cooperativa Doppiatori Cinematografici (nota con l'acronimo C.D.C.).
Tra le grandi dive da lei doppiate, si possono citare Joan Crawford, Greer Garson, Myrna Loy, Rosalind Russell, Rita Hayworth, Marlene Dietrich e soprattutto Greta Garbo.
Grazie alla sua duttilità vocale, poté doppiare negli stessi periodi attrici molto più giovani di lei come Ruth Hussey, Signe Hasso, Mary Anderson, Alexis Smith, Lizabeth Scott, Rhonda Fleming, Tamara Lees, Katy Jurado, Vera Bergman, Elaine Stritch, Yvonne Sanson, Patricia Neal, Silvana Pampanini, Franca Marzi, Gianna Maria Canale, Anne Bancroft, Anita Ekberg, e più anziane come Lucile Watson, Spring Byington, Ethel Barrymore, Gladys Cooper, Marjorie Rambeau e Mary Boland. Nel 1950 ad esempio dà la voce a Lucile Watson di 67 anni ne I racconti dello zio Tom (1946), mentre appena due anni dopo, nel 1952, presta la voce alla ventunenne Anne Bancroft nel film La tua bocca brucia (1952).

Tina Lattanzi nel 1957

È inoltre la voce narrante nell'edizione italiana del film Lettera a tre mogli (1949), regia di Joseph L. Mankiewicz (nell'edizione originale la voce è dell'attrice Celeste Holm). Prestò la propria voce anche ad attrici italiane: è il caso di Luisa Ferida in Nozze di sangue, Clara Calamai in Capitan Fracassa, Paola Borboni in Non canto più e Anna Magnani in Quartetto pazzo e Finalmente soli.
Nell'edizione italiana del film Il ruggito del topo Tina Lattanzi doppia l'attore Peter Sellers solo quando quest'ultimo interpreta il personaggio della Gran Duchessa Gloriana, alternandosi con i colleghi Enrico Maria Salerno (il personaggio di Tullio Bascombe) ed Emilio Cigoli (il personaggio del Primo Ministro).
Curiosamente la stessa Tina Lattanzi fu alcune volte doppiata nei suoi film come attrice: in Resurrezione del 1944 è doppiata da Lydia Simoneschi, in Anna del 1951 recita con la voce di Giovanna Scotto, la quale aveva un timbro vocale molto simile al suo (nello stesso film la Lattanzi doppia Gaby Morlay), motivo per cui l'aveva infatti già doppiata nel film Maria Malibran del 1943 (anche qui, come in Anna, la cosa è dovuta al fatto che la Lattanzi doppiava un'altra attrice presente nella stessa pellicola, Silvia De Bettini); nel film I delfini del 1960 ha la voce di un'attrice della S.A.S.; ne Il Gattopardo (1963) è doppiata da Clara Bindi, in Orgasmo del 1969 viene doppiata da Renata Marini; infine, in Bisturi - La mafia bianca del 1973 viene doppiata da un'attrice della C.I.D., mentre in La donna della domenica del 1975 ha invece la voce di un'attrice appartenente alla C.D.C..
Fu inoltre molto attiva anche nel cinema d'animazione Disney, interpretando soprattutto personaggi cattivi, come la Regina Grimilde nella prima edizione italiana di Biancaneve e i sette nani (doppiaggio del 1938), la matrigna Lady Tremaine in Cenerentola (doppiaggio del 1950), la Regina di cuori in Alice nel Paese delle Meraviglie (1951) e la strega Malefica in La bella addormentata nel bosco (1959), ma interpretò anche la cagnetta pechinese in Lilli e il vagabondo (doppiaggio del 1955 che, seppur sostituito da una nuova versione nel 1997, è stato ripristinato nel DVD del 2006), chiamata Gilda per ricordare il suo celebre doppiaggio di Rita Hayworth nell'omonimo film di Charles Vidor del 1946.
Tra gli anni cinquanta e sessanta continuò a recitare per il cinema, in film di Luigi Zampa, Francesco Maselli, Jean Delannoy, Umberto Lenzi e Luchino Visconti, che nel 1963, con il suo Gattopardo, la investì ancora una volta di quel lato nobile che il suo timbro le conferiva.
Nello stesso periodo è titolare del corso di recitazione presso il Centro sperimentale di cinematografia a Roma, suoi colleghi di insegnamento saranno gli attori Dina Perbellini e Carlo Tamberlani. Tra i suoi allievi vi è Claudia Cardinale, alla quale darà anche lezioni di dizione.
Con l'avvicinarsi ai sessant'anni però, dalla seconda metà degli anni cinquanta la sua lunga e fortunata carriera di doppiatrice iniziò a declinare poiché perse tutte le grandi dive che abitualmente doppiava e venne declassata a doppiatrice di sole attrici caratteriste secondarie. Offesa da questo trattamento, tra la fine del 1959 e l'inizio del 1960, dopo oltre quindici anni, decise di lasciare la CDC e di approdare in SAS poiché le venne offerto un posto come direttrice di doppiaggio. Nonostante ciò la sua carriera di doppiatrice non riprese mai più il decollo.

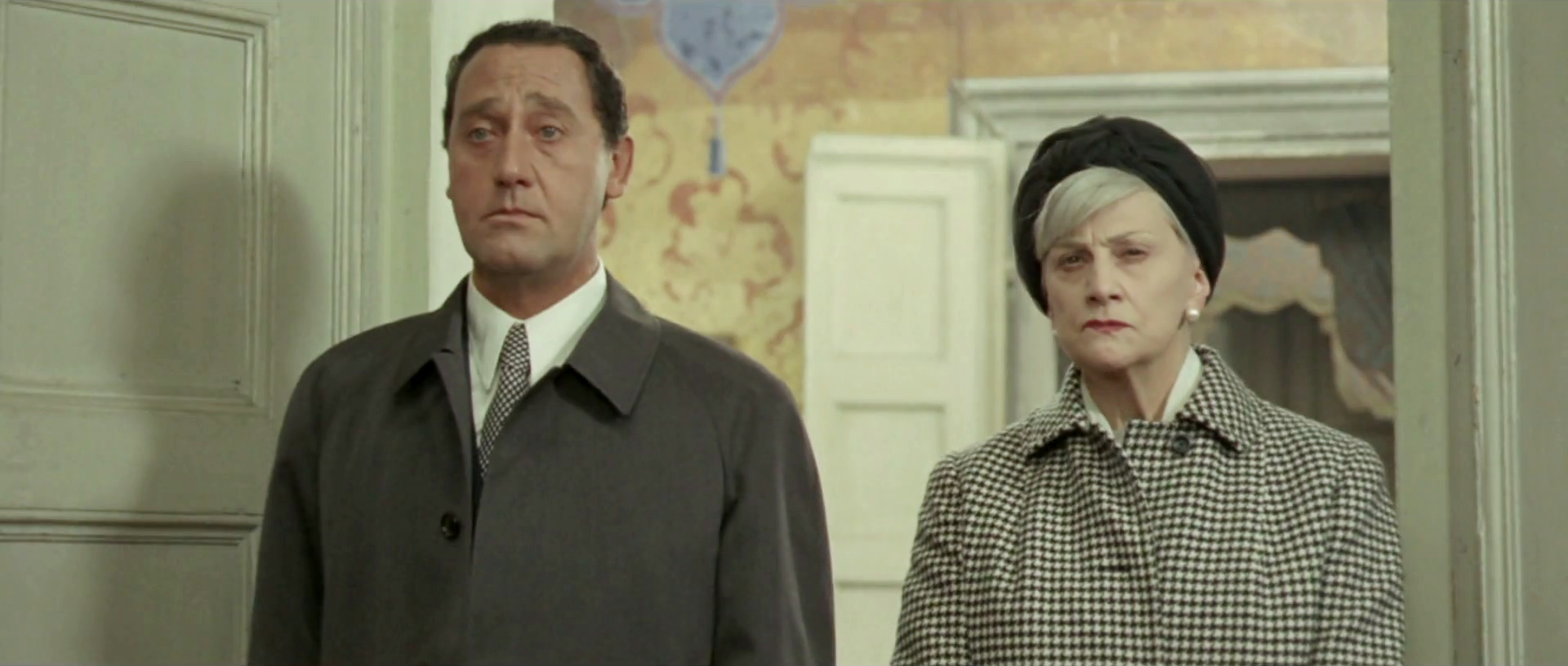
Alberto Sordi e Tina Lattanzi nel film Il presidente del Borgorosso Football Club (1970) di Luigi Filippo D'Amico

Messo definitivamente da parte il doppiaggio (solo nel 1969 sarebbe tornata un'ultima volta a doppiare sempre in S.A.S. un ruolo secondario nel film La via lattea di Luis Buñuel) ritornò sulle scene teatrali dopo molti anni di assenza. Come lavori teatrali  fu scritturata da Garinei e Giovannini per partecipare nel 1963 alla commedia musicale My Fair Lady con Delia Scala, Gianrico Tedeschi e Mario Carotenuto, e a Ciao, Rudy, del 1966, con Marcello Mastroianni, ripresa nel 1972, con Alberto Lionello. Più volte diretta da Aldo Trionfo, interpretò spettacoli come Nerone è morto? di Miklós Hubay (1974) e Becket e il suo re di Jean Anouilh (1981), quest'ultimo accanto all'amica Paola Borboni.
A partire dalla seconda metà degli anni ottanta tornò alla ribalta come ospite ricorrente del salotto televisivo del Maurizio Costanzo Show. Nel 1988 prese parte al suo ultimo film, Cuore di mamma, accanto a Ingrid Thulin, Massimo Girotti e Lea Padovani e nello stesso anno torna a vestire i panni di Greta Garbo nella prima edizione del varietà satirico di Rai 3 La TV delle ragazze.
La passione per il gioco d'azzardo la portò a vivere i suoi ultimi anni in ristrettezze economiche, sicché nel 1992 ottenne un vitalizio in virtù della legge Bacchelli e, a causa di una malattia agli occhi, negli ultimi anni di vita perse anche la vista.
Morì a Milano il 25 ottobre 1997, all'età di 99 anni. È sepolta al Cimitero Maggiore di Milano.

## Filmografia

### Attrice

#### Cinema

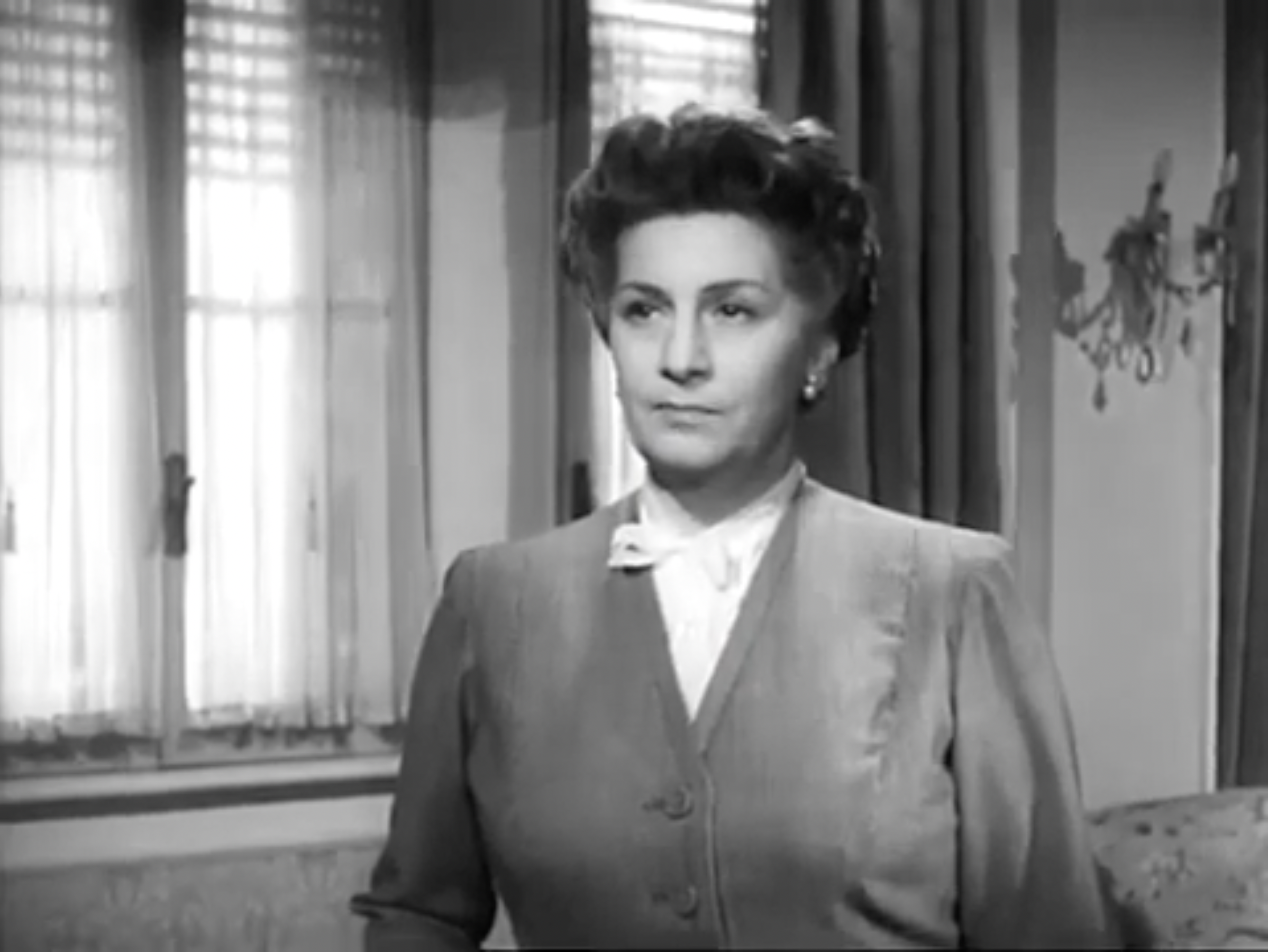
Tina Lattanzi nel film Piccola santa (1954) di Roberto Bianchi Montero

- La straniera, regia di Amleto Palermi e Gaston Ravel (1930)
- Rubacuori, regia di Guido Brignone (1931)
- Pergolesi, regia di Guido Brignone (1932)
- Cinque a zero, regia di Mario Bonnard (1932)
- Teresa Confalonieri, regia di Guido Brignone (1934)
- Ginevra degli Almieri, regia di Guido Brignone (1935)
- Passaporto rosso, regia di Guido Brignone (1935)
- Arma bianca, regia di Ferdinando Maria Poggioli (1936)
- L'ambasciatore, regia di Baldassarre Negroni (1936)
- Il conte di Bréchard, regia di Mario Bonnard (1938)
- Scarpe grosse, regia di Dino Falconi (1940)
- Incanto di mezzanotte, regia di Mario Baffico (1940)
- Una lampada alla finestra, regia di Gino Talamo (1940)
- La figlia del Corsaro Verde, regia di Enrico Guazzoni (1941)
- I mariti (Tempesta d'anime), regia di Camillo Mastrocinque (1941)
- Beatrice Cenci, regia di Guido Brignone (1941)
- La Gorgona, regia di Guido Brignone (1942)
- Le due orfanelle, regia di Carmine Gallone (1942)
- Giorno di nozze, regia di Raffaello Matarazzo (1942)
- Documento Z 3, regia di Alfredo Guarini (1942)
- Turbamento, regia di Guido Brignone (1942)
- La morte civile, regia di Ferdinando Maria Poggioli (1942)
- Il romanzo di un giovane povero, regia di Guido Brignone (1942)
- Stasera niente di nuovo, regia di Mario Mattoli (1942)
- Maria Malibran, regia di Guido Brignone (1943)
- Giacomo l'idealista, regia di Alberto Lattuada (1943)
- La danza del fuoco, regia di Giorgio Simonelli (1943)
- T'amerò sempre, regia di Mario Camerini (1943)
- La storia di una capinera, regia di Gennaro Righelli (1943)
- Principessina, regia di Tullio Gramantieri (1943)
- Resurrezione, regia di Flavio Calzavara (1944)
- La Certosa di Parma, regia di Christian-Jaque (1947)
- Monaca santa, regia di Guido Brignone (1948)
- La sepolta viva, regia di Guido Brignone (1949)
- 47 morto che parla, regia di Carlo Ludovico Bragaglia (1950)
- Guarany, regia di Riccardo Freda (1950)
- Tormento, regia di Raffaello Matarazzo (1950)
- Il conte di Sant'Elmo, regia di Guido Brignone (1950)
- Anna, regia di Alberto Lattuada (1951)
- Core 'ngrato, regia di Guido Brignone (1951)
- Ho scelto l'amore, regia di Mario Zampi (1952)
- Quattro rose rosse, regia di Nunzio Malasomma (1952)
- Processo contro ignoti, regia di Guido Brignone (1952)
- Inganno, regia di Guido Brignone (1952)
- Le infedeli, regia Steno e Mario Monicelli (1953)
- Piccola santa, regia di Roberto Bianchi Montero (1954)
- Vergine moderna, regia di Marcello Pagliero (1954)
- I pinguini ci guardano, regia di Guido Leoni (1955)
- Presentimento, regia di Armando Fizzarotti (1956)
- La ragazza del Palio, regia di Luigi Zampa (1957)
- La trovatella di Pompei, regia di Giacomo Gentilomo (1957)
- I delfini, regia di Francesco Maselli (1960)
- Il cavaliere dai cento volti, regia di Pino Mercanti (1960)
- Il Gattopardo, regia di Luchino Visconti (1963)
- Caterina di Russia, regia di Umberto Lenzi (1963)
- Orgasmo, regia di Umberto Lenzi (1969)
- Il presidente del Borgorosso Football Club, regia di Luigi Filippo D'Amico (1970)
- Bisturi - La mafia bianca, regia di Luigi Zampa (1973)
- La donna della domenica, regia di Luigi Comencini (1975)

#### Televisione
- Il cadetto di Winslow, regia di Franco Enriquez (1954) - Prosa televisiva Rai
- Ottocento, regia di Anton Giulio Majano (1959) - Sceneggiato TV
- Graziella, regia di Mario Ferrero (1961) - Sceneggiato TV
- Quel signore che venne a pranzo, regia di Alessandro Brissoni (1961) - Prosa televisiva Rai
- Gli addii, regia di Guglielmo Morandi (1961) - Prosa televisiva Rai
- Zio Vanja, regia di Claudio Fino (1962) - Prosa televisiva Rai
- Lo stilita, regia di Claudio Fino (1962) - Prosa televisiva Rai
- L'incrinatura, commedia di Cesare Vico Lodovici, regia di Alessandro Brissoni (1962) - Prosa televisiva Rai
- Delitto a Corfù, regia di Giacomo Colli (1963) - Prosa televisiva Rai
- Papà Grandet, regia di Alessandro Brissoni (1963) - Sceneggiato TV
- ...E Giove ride, regia di Enrico Colosimo (1963) - Prosa televisiva Rai
- Le gioie della famiglia, regia di Gian Paolo Callegari (1963) - Prosa televisiva Rai
- Il collegio degli scandali, regia di Flaminio Bollini e Carla Ragionieri (1964) - Sceneggiato TV
- Lo scapolo, regia di Flaminio Bollini, trasmesso sul Secondo programma il 18 novembre 1964
- Il tenente Fritz, regia di Enrico Colosimo (1965)
- Al calar del sipario, di Noël Coward, regia di Marcello Sartarelli (1965) - Prosa televisiva Rai
- Il conte di Montecristo, regia di Edmo Fenoglio (1966) Sceneggiato TV
- Tavole separate episodio La tavola numero sette, regia di Enrico Colosimo (1967) - Prosa televisiva Rai
- Il Circolo Pickwick, regia di Ugo Gregoretti (1967) - Sceneggiato TV
- Abramo Lincoln - Cronaca di un delitto, regia di Daniele D'Anza (1967) - Film TV
- Serata con Somerset Maugham, regia di Daniele D'Anza (1967)
- La tavola accanto alla finestra regia di Enrico Colosimo (1967)
- Ho cominciato Così, (1968) - Sceneggiato TV
- La commedia degli errori regia di Ruggero Jacobbi e Maria Maddalena Yon (1968) - Prosa televisiva Rai
- Eleonora, regia di Silverio Blasi (1973)
- Roma, regia di Aldo Palazzeschi (1974)- Prosa televisiva Rai
- Ho incontrato un'ombra, regia di Daniele D'Anza (1974) - Sceneggiato TV
- Di sopra, una notte, regia di Davide Montemurri (1975)
- Rosso veneziano, regia di Marco Leto (1976) - Sceneggiato TV
- Che fare?, regia di Gianni Serra (1979) - Sceneggiato TV
- Adua, regia di Dante Guardamagna (1981) - Sceneggiato TV
- Tre storie AVIS, regia di Tiziano Vuillermoz (1987) - Documentario
- Cuore di mamma, regia di Gioia Benelli (1988) - Film TV

## Teatro
- L'armata del silenzio di Italo Sulliotti (1931)
- Donne, di Clare Boothe Luce, regia di Lamberto Picasso, Teatro Valle di Roma (1944)
- My Fair Lady (1963)
- Festa grande di aprile (1965)
- Adriano VII di Giorgio Albertazzi (1971)
- Bel Ami e il suo doppio di Luciano Codignola (1972)
- Nerone è morto? di Aldo Trionfo (1974)
- Bel-Ami di Aldo Trionfo (1976)
- Lady Edoardo, regia di Aldo Trionfo (1978)
- Lina Cavalieri Story (1978)
- L'albergo del Libero Scambio di Georges Feydeau (1980)

## Doppiaggio

### Cinema
- Joan Crawford in  Ossessione del passato, Viale Flamingo, Quando le signore si incontrano, Il romanzo di Mildred, Perdutamente, Perdono, Peccatrici folli, Anime in delirio, La maschera e il cuore, Al di sopra di ogni sospetto, I dannati non piangono, La danza di Venere, Sola col suo rimorso, Delitto sulla spiaggia, Donne, Ho baciato una stella, L'isola del diavolo,  Tutti baciarono la sposa

- Marlene Dietrich in L'angelo azzurro (ridoppiaggio 1950), Disonorata, Shanghai Express, Venere bionda (ridoppiaggio 1951), Il cantico dei cantici, L'imperatrice Caterina, Capriccio spagnolo, Desiderio, La taverna dei sette peccati, La signora acconsente, I cacciatori dell'oro, La febbre dell'oro nero, La nave della morte, Kismet, Turbine d'amore, Paura in palcoscenico, Rancho Notorious

- Greer Garson in Orgoglio e pregiudizio, La signora Miniver, L'orfana senza sorriso, Giulio Cesare, La signora Parkington, Fiori nella polvere, La straniera, La saga dei Forsyte, Tra due amori, La valle del destino, Una donna dimentica, Desiderami, L'avventuriera, Avventura, Addio, Mr. Chips!, Addio signora Miniver

- Rita Hayworth in L'inarrivabile felicità, La signora di Shanghai, Trinidad, Sangue e arena, Non sei mai stata così bella, Follie di New York, Pioggia, Bionda fragola, Gli amori di Carmen, Salomè, Angeli del peccato, Gilda, Fascino, Seduzione

- Myrna Loy in Ingratitudine, Volo di notte, Gli amori di una spia, L'amante sconosciuta, L'amico pubblico nº 1, La grande pioggia, Vento di primavera, La casa dei nostri sogni, Dodici lo chiamano papà, Ragazze alla finestra
- Franca Marzi in Fifa e arena, Napoli eterna canzone, Amor non ho... però... però, La vendetta di Aquila Nera, Verginità, Bellezze in bicicletta, La paura fa 90, Tragico ritorno, Figaro qua, Figaro là, Canto per te

- Tamara Lees ne La tratta delle bianche, Totò sceicco, Canzone di primavera, Il tallone d'Achille, È arrivato l'accordatore, Il segreto delle tre punte, Noi peccatori, Le meravigliose avventure di Guerrin Meschino
- Rosalind Russell in Che donna!, Ciò che si chiama amore, La ragazza di Las Vegas, Lo scandalo della sua vita, Il lutto si addice ad Elettra, La cittadella, La signora del venerdì, La colpa di Janet Ames, T'amerò follemente

- Martita Hunt in Anastasia, Robin Hood e i compagni della foresta, Il ventaglio, La prima notte, Buongiorno tristezza, Tre uomini in barca, All'ombra della ghigliottina

- Greta Garbo in Il velo dipinto, Mata Hari (ridoppiaggio 1952), La regina Cristina, Maria Walewska, Margherita Gauthier, Anna Karenina
- Agnes Moorehead in Femmina ribelle, Da quando te ne andasti, Il cigno, Storia di tre amori, Se non ci fossimo noi donne, Terrore sul Mar Nero

- Alexis Smith in ...e un'altra notte ancora, L'assalto al treno postale, La castellana bianca, È arrivato lo sposo, Furore sulla città

- Lída Baarová ne La sua strada, Gli amanti di Ravello, La vendetta di una pazza, Gli innocenti pagano, Pietà per chi cade
- Gabrielle Dorziat in Mayerling, I parenti terribili, Resurrezione, Polikuska
- Ludmilla Dudarova in Prima comunione, Il caimano del Piave, Il tenente Giorgio, Condannatelo!
- Virginia Field in Vedovo cerca moglie, I veli di Bagdad, Un matrimonio ideale, La corte di re Artù, Domani sarò tua
- Mildred Natwick ne Schiavo del passato, La congiura degli innocenti, Il giullare del re, Un uomo tranquillo, Il bacio del bandito
- Gale Sondergaard in Avorio nero, La carovana dei ribelli, La voce magica, Se ci sei batti due colpi
- Barbara Stanwyck in Titanic, Orchidea bianca, La figlia perduta, Arriva John Doe

- Judith Anderson ne I dieci comandamenti, Rebecca - La prima moglie, Le furie
- Eve Arden in Matrimoni a sorpresa, Scheherazade, La signora vuole il visone
- Binnie Barnes in Nel mar dei Caraibi, Un'ora prima dell'alba, La strada buia
- Ethel Barrymore ne La moglie celebre, Pinky, la negra bianca, Il sogno dei miei vent'anni
- Spring Byington ne La corsa della morte, L'eterna illusione, Figlia del vento
- Ilka Chase ne I cari parenti, Bolide rosso, La ragazza del secolo
- Doris Duranti in Sotto la croce del sud, A fil di spada, L'ora della verità
- Hermione Gingold in Una strega in paradiso, Il giro del mondo in ottanta giorni, Capobanda
- Ruth Hussey in Assedio d'amore, Amo Luisa disperatamente, Quel fenomeno di mio figlio
- Carmen Miranda in In montagna sarò tua, Morti di paura, Copacabana
- Thelma Ritter ne La dominatrice del destino, Papà Gambalunga, Mariti su misura
- Françoise Rosay ne I figli di nessuno, Sul ponte dei sospiri, La principessa di Mendoza
- Yvonne Sanson ne Il cavaliere misterioso, Il prigioniero della montagna[N 1], La diga sul Pacifico
- Valentine Tessier in Giustizia è fatta, Le due verità, Notre-Dame de Paris
- Katharine Warren ne L'ammutinamento del Caine, Tutti gli uomini del re, La meticcia di Sacramento

- Alanova ne La freccia nel fianco
- Arletty in Alba tragica
- Marcelle Arnold in Occupati d'Amelia, I miracoli non si ripetono
- Mary Astor in Giovani senza domani, La signora di mezzanotte
- Edith Atwater ne La jena
- Lénore Aubert ne Il cervello di Frankenstein, Gianni e Pinotto e l'assassino misterioso
- Anne Bancroft ne La tua bocca brucia
- Lynn Bari ne Il capitalista, La collina della felicità
- Constance Bennett in Gli amori di Benvenuto Cellini
- Joan Bennett in Si può entrare?, Quella che avrei dovuto sposare
- Vera Bergman in La bocca sulla strada
- Tala Birell in Bernadette
- Sue Ellen Blake in Graziella
- Mary Boland in Se avessi un milione
- Lilian Bond in L'aeroporto del deserto
- Alice Brady in Alba di gloria
- Esther Brown in I dieci comandamenti
- Nana Bryant in Anche i boia muoiono
- Hillary Brooke ne L'uomo che sapeva troppo, Monsieur Beaucaire
- Kathleen Byron in Narciso nero
- Esma Cannon in Norman astuto poliziotto
- Agnès Capri ne La via lattea
- Joyce Carey in Breve incontro
- Olive Carey in La tortura della freccia
- Ayleen Carlyle in Notorious - L'amante perduta
- Janis Carter in Segretaria tutto fare
- Claudette Colbert in Questo mondo è meraviglioso
- Patricia Collinge ne Le tre donne di Casanova
- Georgina Cookson in La verità... quasi nuda
- Gladys Cooper in I figli dei moschettieri, Tavole separate
- Rosalie Crutchley ne La spada e la rosa
- Chana Coubert ne La ragazza che sapeva troppo
- Colette Darfeuil ne L'amore si fa così
- Bette Davis in In questa nostra vita
- Jacqueline deWit in Il tigrotto
- Brenda De Banzie in L'uomo che vide il suo cadavere
- Vilma Degischer in Destino di una imperatrice
- Faith Domergue in Duello al Rio d'argento
- Ann Doran in C'è sempre un domani, Non siate tristi per me
- Nyta Dover in Monastero di Santa Chiara, Mai ti scorderò
- Constance Dowling in La città dolente
- Irene Dunne in Ancora insieme, Ho sognato un angelo
- Mildred Dunnock ne La storia di una monaca
- Ann Dvorak in La disperata notte
- Anita Ekberg in Artisti e modelle
- Isobel Elsom ne I segreti di Filadelfia
- Hope Emerson ne Il balio asciutto, Il forte delle amazzoni
- Edith Evans ne L'importanza di chiamarsi Ernesto
- Judith Evelyn ne Il gigante
- Gina Falckenberg in Anime in tumulto
- Glenda Farrell in Sorvegliato speciale
- Julia Faye in Sansone e Dalila
- Rhonda Fleming ne Gli amori di Cleopatra
- Nina Foch in I morti non parlano
- Kay Francis in Non puoi impedirmi d'amare, La vendetta dei Dalton
- Ketti Gallian in Voglio danzare con te
- Margaret Genske in La scogliera del peccato
- Gladys George in Ho amato un fuorilegge
- Kathryn Givney in Un posto al sole, Bulli e pupe
- Greta Gonda in 11 uomini e un pallone, Voglio bene soltanto a te!
- Inga Gort in Signorinella
- Mitzi Green in Gianni e Pinotto al Polo Nord
- Charlotte Greenwood in Fiore selvaggio
- Virginia Gregg ne Il capitano dei mari del sud
- Anne Grey nel ridoppiaggio de Gli allegri eroi
- Virginia Grey in La pallottola senza nome
- Signe Hasso in Oppio, La rivolta
- Kirsten Heilberg in Casa lontana
- Brigitte Helm in Addio giorni felici
- Irene Hervey in Ultimatum a Chicago
- Rose Hobart in Nebbie
- Valerie Hobson in Intrighi in oriente, Sangue blu
- Carola Höhn in Mamma
- Gloria Holden ne La tentazione del signor Smith
- Celeste Holm in Se mia moglie lo sapesse
- Miriam Hopkins ne Gli occhi che non sorrisero, La madre dello sposo
- Marianne Hoppe in Arrivederci Francesca
- Camilla Horn in Vertigine
- Marjorie Hoshelle in Traversata pericolosa, La gioia della vita
- Esther Howard in I dimenticati
- Joan Ingrams in Un re a New York
- Rosalind Ivan in La sfinge del male
- Isabel Jeans in Souvenir d'Italie
- Ursula Jeans in Patrizia e il dittatore
- Adele Jergens in Gianni e Pinotto contro l'uomo invisibile
- Lydia Johnson in Guardia, guardia scelta, brigadiere e maresciallo
- Rita Johnson in Gli amori di Susanna
- Katy Jurado in Massacro ai grandi pozzi
- Lily Kann in Spionaggio internazionale
- Andrea King in Il mondo nelle mie braccia, Il marchio del rinnegato
- Patricia Knight in Fiori nel fango
- Lucie Lancaster ne Il re vagabondo
- Marianne Leibl in Totò e Marcellino
- Doris Lloyd in Sogno di prigioniero
- Margaret Lockwood ne La bella avventuriera, L'uomo in grigio
- Suzet Maïs in Era di venerdì 17
- Ilona Massey in Vacanze al Messico
- Lois Maxwell in Pazzia, Amori e veleni
- María Montez in Re in esilio
- Ida Moore in A ciascuno il suo destino
- Gaby Morlay in Anna
- Alla Nazimova in Il ponte di San Luis Rey
- Patricia Neal in Corriere diplomatico
- Cathleen Nesbitt in Tre soldi nella fontana
- Jeanette Nolan in Macbeth, Il grande caldo
- Mary Newton in Occhio alla palla
- Edna May Oliver in Le due città
- Cornelia Otis Skinner ne L'altalena di velluto rosso
- Mila Parély ne La bella e la bestia
- Lee Patrick in Prima colpa
- Elizabeth Patterson ne La via del tabacco
- Yvonne Peattie ne I cinque penny
- Mary Philips in Abbasso mio marito
- Jacqueline Pierreux in Donne e briganti, Malavita
- Jacqueline Plessis in Sperduti nel buio, I sette peccati capitali
- Mala Powers in La città che non dorme
- Suzy Prim in Verso la vita
- Marjorie Rambeau in Terra nera
- Martha Raye in Monsieur Verdoux
- Margaret Rawlings in Vacanze romane
- Anne Revere in Sono tua, L'amica
- Elisabeth Risdon in Io e l'uovo, Nozze infrante
- Gale Robbins in Salvate il re
- Riza Royce ne La maschera di cera
- Jessie Royce Landis in Caccia al ladro
- Nora Samsó in Marinai, donne e guai
- Lizabeth Scott ne La città nera
- Margaretta Scott in Il mio amore vivrà
- Jan Sterling ne Il cerchio di fuoco
- Elaine Stritch ne I violenti, In licenza a Parigi
- Mercia Swinburne in Sarabanda tragica
- Sylvie in Ecco la felicità!
- Verree Teasdale ne La ragazza della 5ª strada
- Claire Trevor in Ombre rosse, Lucy Gallant
- Gloria Swanson in Mio figlio Nerone
- Anneliese Uhlig in Don Cesare di Bazan
- Olga Valéry in Arianna, Eliana e gli uomini
- Norma Varden in Annibale e la vestale
- Nella Walker in Tua per sempre
- Lilo Weibel in Totò cerca casa
- Lucile Watson in Preferisco mio marito, I racconti dello zio Tom (doppiaggio originale)
- Mary Wickes in Bianco Natale
- Marie Windsor in L'irresistibile Mr. John
- Agnes Windeck in Tempo di vivere
- Naima Wifstrand ne Il posto delle fragole, Sorrisi di una notte d'estate
- Anna May Wong in Chu Chin Chow
- Peggy Wood ne L'uomo che vorrei
- Käthe von Nagy in Sua altezza comanda
- Grethe Weiser in Casinò de Paris
- Dorothea Wieck in Inviati speciali
- Maria Pia Arcangeli in Tutta la città canta
- Paola Borboni in Non canto più
- Diana Borghese in Gioventù perduta
- Vittorina Benvenuti ne I sette peccati
- Marina Berti ne La regina di Saba
- Lola Braccini in Carmela, Arrangiatevi
- Lilla Brignone ne La risaia
- Clara Calamai in Il fornaretto di Venezia, Capitan Fracassa
- Carla Calò ne Il conte Ugolino, Il falco rosso
- Gianna Maria Canale ne Il bacio di una morta
- Carla Candiani in Rocambole
- Vera Carmi in O sole mio
- Nelly Corradi ne Il conte di Sant'Elmo
- Maria Gloria Crociani in Ci troviamo in galleria
- Rubi Dalma in Un colpo di pistola, Sant'Elena, piccola isola
- Silvia De Bettini in Maria Malibran
- Livia De Stefano in Terza liceo
- Liana Del Balzo ne Il moralista
- Bianca Doria in Cortocircuito
- Anita Durante ne Le due sorelle, Il tradimento
- Luisa Ferida in Nozze di sangue
- Nada Fiorelli in Marechiaro
- Giovanna Galletti in Signorinette
- Olga Vittoria Gentilli in Tentazione
- Anna Magnani in Finalmente soli, Quartetto pazzo
- Fanny Marchiò ne Lo sceicco bianco, Gli uomini non guardano il cielo
- Flora Marino in La gondola del diavolo
- Gina Mascetti in 3 straniere a Roma
- Marisa Merlini in Zappatore, Gli amori di Manon Lescaut
- Silvana Pampanini ne Il barone Carlo Mazza
- Evelina Paoli ne Il vagabondo
- Germana Paolieri ne I due compari
- Elli Parvo in Santo disonore
- Milena Penovich ne La fanciulla dell'altra riva
- Isa Pola in Margherita da Cortona
- Pina Renzi in  Il peccato di Rogelia Sanchez, Un marito per il mese d'aprile
- Gina Sammarco in Canto, ma sottovoce...
- Elena Sangro in Enrico Caruso, leggenda di una voce
- Nora Sangro in Domenica d'agosto
- Jole Silvani ne La famiglia Passaguai
- Olga Solbelli in Ogni giorno è domenica, Fiori d'arancio
- Lina Volonghi in Io piaccio

- Voce narrante in Lettera a tre mogli (Eva Ross)

### Film d'animazione
- La Regina Grimilde in Biancaneve e i sette nani (ed. 1938)
- Lady Tremaine in Cenerentola (ed. 1950)
- Regina di cuori in Alice nel Paese delle Meraviglie
- Gilda in Lilli e il vagabondo (ed. 1955)
- Malefica in La bella addormentata nel bosco

## Doppiatrici
- Giovanna Scotto in Maria Malibran, Anna
- Lydia Simoneschi in Resurrezione
- Clara Bindi in Il Gattopardo
- Renata Marini in Orgasmo

## Programmi televisivi
- La TV delle ragazze (1988) - voce di Greta Garbo

## Radio
- Broadway andata e ritorno (1977)